# 野莴苣
野莴苣（学名：Lactuca serriola）为菊科莴苣属的植物。分布于欧洲、中亞、伊朗、印度、蒙古以及中国大陆的新疆等地，生长于海拔750米至2,000米的地区，多生长于山谷以及河漫滩。

## 别名
银齿莴苣（秦岭植物志）